# Opferschicht
Der Begriff Opferschicht bezeichnet eine Schicht, die zum Schutz des darunterliegenden Materials angebracht wird. Üblich ist die Anwendung in der Mikrosystemtechnik und als Präventivmaßnahme gegen Vandalismus.

## Mikrosystemtechnik
In der Mikrosystemtechnik dient sie als Distanzhalter, trägt die Funktionsschicht und definiert den Abstand der Funktionsschicht zum Substrat. Auf die obersten Siliziumschichten wird eine Opferschicht angebracht, die in einem späteren Nassätzverfahren wieder vollständig entfernt werden kann. Diese Opferschicht wird nun gezielt eingeritzt oder weggeätzt. Beim nachfolgenden Prozessschritt werden polykristalline Siliziumschichten in die entstandenen Lücken abgeschieden, die mit der unteren Schicht durch Stützen verbunden sind. Anwendung findet diese Methode beispielsweise beim Lift-off-Verfahren oder bei der Herstellung von mikrofluidischen Bauelementen.

## Oberflächenreinigung
Graffiti aus wasserunlöslichen Farben, auf porösen Material, gekratzte und geätzte Motive (Scratching bzw. Etching) lassen sich oftmals nicht entfernen, sondern müssen übermalt oder (durch Schleifen oder Strahlen) abgetragen werden, bzw. Glasscheiben ausgetauscht werden. Kostengünstiger und geringer im Aufwand ist die Anwendung von klarsichtigen Schutzfolien (üblicherweise aus PET) beispielsweise bei Schaufensterscheiben und Fensterscheiben in öffentlichen Verkehrsmitteln, die dann bei Bedarf oder in regelmäßigen Intervallen rückstandsfrei abgezogen und ersetzt werden, wie es die Berliner Verkehrsbetriebe durchführen. Tags aus Sprühdosen und Markierstiften haften hierbei wie bei einer normalen Glasscheibe, Klang und Gefühl sollen beim Scratching möglichst authentisch erscheinen, und damit einer Entfernung durch den Sprayer vorbeugen.
Daneben gibt es auch permanente Schutzschichten, die poröses Material versiegeln und eine herkömmliche Reinigung ermöglichen bzw. erleichtern.

## Raumfahrt
Auch der ablative Hitzeschild an Raumfahrzeugen stellt eine Opferschicht dar.